# Paris Paris (série télévisée)
 (janvier 2024).
La mise en forme du texte ne suit pas les recommandations de Wikipédia : il faut le « wikifier ».
Les points d'amélioration suivants sont les cas les plus fréquents :
- Les titres sont pré-formatés par le logiciel. Ils ne sont ni en capitales, ni en gras.
- Le texte ne doit pas être écrit en capitales (les noms de famille non plus), ni en gras, ni en italique, ni en « petit »…
- Le gras n'est utilisé que pour surligner le titre de l'article dans l'introduction, une seule fois.
- L'italique est rarement utilisé : mots en langue étrangère, titres d'œuvres, noms de bateaux, etc.
- Les citations ne sont pas en italique mais en corps de texte normal. Elles sont entourées par des guillemets français : « et ».
- Les listes à puces sont à éviter, des paragraphes rédigés étant largement préférés. Les tableaux sont à réserver à la présentation de données structurées (résultats, etc.).
- Les appels de note de bas de page (petits chiffres en exposant, introduits par l'outil «  Source ») sont à placer entre la fin de phrase et le point final[comme ça].
- Les liens internes (vers d'autres articles de Wikipédia) sont à choisir avec parcimonie. Créez des liens vers des articles approfondissant le sujet. Les termes génériques sans rapport avec le sujet sont à éviter, ainsi que les répétitions de liens vers un même terme.
- Les liens externes sont à placer uniquement dans une section « Liens externes », à la fin de l'article. Ces liens sont à choisir avec parcimonie suivant les règles définies. Si un lien sert de source à l'article, son insertion dans le texte est à faire par les notes de bas de page.
- La présentation des références doit suivre les conventions bibliographiques. Il est recommandé d'utiliser les modèles {{Ouvrage}}, {{Chapitre}}, {{Article}}, {{Lien web}} et/ou {{Bibliographie}}. Le mode d'édition visuel peut mettre en forme automatiquement les références.
- Insérer une infobox (cadre d'informations à droite) n'est pas obligatoire pour parachever la mise en page.

Pour une aide détaillée, merci de consulter Aide:Wikification.
Si vous pensez que ces points ont été résolus, vous pouvez retirer ce bandeau et améliorer la mise en forme d'un autre article.
Pour les articles homonymes, voir Paris.
Paris Paris est une série télévisée canadienne réalisée par Dominic Desjardins et diffusée depuis le 4 janvier 2022 sur Unis TV,.
Elle est produite par Zazie Films et met en vedette de nombreux acteurs et actrices.
L'histoire de la série commence avec Philippe quand il était jeune et qu'il se voyait un jour habiter à Paris et enseigner la littérature. Mais sa vie a pris un tout autre tournant. À 45 ans, il habite à Paris. Mais c'est le Paris du sud de l’Ontario, une petite ville anglophone qui n’a rien de la Ville lumière sauf le nom, et il y enseigne le français dans une école primaire. Le jour où il perd son emploi, Philippe entame une remise en question garnie d’une dépression, assaisonnée d’une déconfiture conjugale – une recette pour une belle crise de la quarantaine. Mais au lieu d’affronter ses difficultés, il s’échappe par un trou qu’il trouve dans son sous-sol – un passage qui relie Paris-Ontario à Paris, France. Philippe commence alors à vivre une double vie, quadruplant ses problèmes.

## Synopsis

### Saison 1
Philippe habite à Paris. Il rêve de littérature, de théâtre et de culture. L'ennui, c'est qu'il n'habite pas à Paris, en France, mais à Paris, en Ontario, une petite ville tranquille loin de tout, où la seule culture (selon lui) est agricole et où il est le seul et dernier enseignant en français. Lorsqu'il perd son travail, tout le monde autour de Philippe s'inquiète. Son épouse Jenny, sa belle-mère et même son fils de 10 ans lui répètent qu'il semble faire une dépression, même s’il s’évertue à leur dire que « Tout va bien ! ». En essayant de réparer sa fournaise, Philippe déloge une pierre dans le mur de son sous-sol, qui donne sur un tunnel, qui mène vers une trappe, qui mène sur une scène de théâtre. En sortant du théâtre, c'est le choc pour Philippe. Il est à Paris, mais il n'est plus en Ontario... Il est à Paris, en France ! Se faisant petit à petit à cette nouvelle réalité de pouvoir voyager à son gré entre ces deux mondes, Philippe se met peu à peu à débrider sa personnalité et à dépasser les interdits dans lesquels il s'était enfermé. Il prend une place importante au sein de la troupe de théâtre qui l'a vu émerger de la scène et il tombe amoureux de Marianne, une jeune actrice.
En utilisant la métaphore du tunnel pour parler de la crise de la quarantaine, Paris Paris explore des thématiques se rapportant à la solitude symptomatique de notre époque, à notre besoin de communauté et à ce que signifie l'engagement au cœur du couple. Sur un ton plutôt comique, mais avec un humour profondément ancré dans les drames que vivent les personnages, la série intègre l'élément fantastique du tunnel entre les deux Paris d'une façon simple, sans artifices et en phase avec la vérité psychologique des personnages. La connexion entre les deux mondes permet de révéler à Philippe ce qu'il lui manque pour se sentir complet et met aussi en lumière ce qu'il risque de perdre, si le tunnel devait un jour se refermer.

### Saison 2
Un nouveau passage a été découvert et le tunnel qui reliait deux Paris en relie maintenant trois. Alors que la connexion entre la France et l’Ontario a permis à Philippe de passer à travers sa crise de la quarantaine, la découverte d’une connexion avec le Texas permettra cette fois à Jenny de partir à la recherche d’un sens à sa propre vie.

## Distribution

### Saison 1
- Benoît Mauffette : Philippe
- Maxim Roy : Jenny
- Rossif Sutherland : Meursault
- Balzac Zukerman-Desjardins : Tom
- Hugues Boucher : Jacquo
- Jeanne Guittet : Marianne
- Yves Jacques : Fabioli
- Jean-Michel Le Gal : M. Turnbull
- Pierre Simpson : Dr Will
- Djennie Laguerre : Helen
- Michael Healey : Gilles Belanger
- Benjamin Ranieri : Jess
- Jocelyne Zucco : Sue
- Patricia Tulasne : Claire
- Sheila Ingabire Isaro : Vivianne
- Patrick Romango : Christophe
- Marie-Claire Marcotte : Vicky
- Louison Danis : Rose
- Karine Ricard : Dre Daisy
- Jean-Michel Nadeau : brigadier
- Allan Michael Brunet : Larry
- Olivier Lamarche : Stephano
- Lindsey Owen Pierre : animateur

## Épisodes

### Saison 1[3]
1. La Bête humaine
2. L'Éducation sentimentale
3. Les Caprices de Marianne
4. Bérénice
5. Les Fleurs du mal
6. On ne badine pas avec l'amour
7. De la Terre à la Lune
8. Les Illusions perdues
9. À la recherche du temps perdu
10. Bel ami
11. Le Spleen de Paris
12. Le Voyage égoïste
13. Comment tout finit

## Diffusion
Le 4 janvier 2022, la saison 1 de Paris Paris a été diffusée sur Unis TV. La première saison est devenue disponible en streaming sur Unis TV. Le 5 octobre 2022, la saison 1 de Paris Paris est devenue disponible en anglais en streaming sur CBC Gem.

## Réception
À l'occasion de la première de Paris Paris sur Unis TV, Amélie Gaudreau du journal Le Devoir a qualifié la série "originale, drôle et intelligente". "Paris Paris fait mouche quand elle utilise comme ressort comique le triste sort réservé aux francophones en milieu minoritaire. Ce qui crée des scènes mémorables, qui donnent parfois plus le goût de pleurer que de rire...". Yves Bergeras du journal Le Droit a qualifié la série de " succulente", évoquant sa "très réjouissante distribution" et "sa sympathique trame sonore, qui s’amuse parfois à jouer dans les plates-bandes mélodiques de la France populaire".